# Anna Serret i Almenara
Anna Serret i Almenara (* 1988 in Barcelona) ist eine katalanische Pianistin und Musikpädagogin, die in der Tradition der Katalanischen Pianistenschule steht.

## Leben und Werk
Serret studierte am Conservatori Municipal de Barcelona bei Jordi Vilaprinyó Klavier und erlangte ihren Abschluss mit Bestnoten. Sie war auch Studentin bei Xavier Boliart und Carles Guinovart, bei denen sie sich fundierte Kenntnisse in Harmonie, Komposition und der Musikanalyse erwarb. Sie erwarb sich insgesamt ein tiefgehendes Musikverständnis, das in ihren jeweiligen Interpretationen zum Ausdruck kommt. Sie absolvierte Vertiefungsstudien im Fach Klavier bei Manuela Gouveia an der Musikhochschule Kataloniens (Escola Superior de Música de Catalunya, ESMuC) mit höchsten Auszeichnungen und verfasste dort eine wissenschaftliche Arbeit über Chopin. In der Folge wurden ihr Konzertauftritte, Vorträge und eine Dokumentarfilm beim Katalanischen Fernsehen offeriert. Zur Perfektion ihrer pianistischen Fähigkeiten absolvierte sie ein Postgraduiertenstudium bei Albert Attenelle, einem Vertreter der katalanischen Pianistenschule. Sie absolvierte Meisterkurse bei Paul Badura-Skoda, einem hervorragenden Vertreter der Wiener Schule, in Katalonien, Portugal und Italien. Ihr Interesse an abwechslungsreicher, permanenter musikalischer Bildung ließ sie weitere Meisterkurse bei Boris Berman, Vitaly Margulis, Edith Fischer, Christian Zacharias, Luiz de Moura Castro und anderen absolvieren.
Ihre Karriere als Konzertpianistin begann sie bereits in jungen Jahren. Als Solistin und als Mitglied von Kammermusikensembles trat sie bei internationalen Konzertzyklen und Musikfestivals in Katalonien, später in Gesamtspanien und in Europa auf. Sie wird von der Musikkritik als herausragende Interpretin mit ungewöhnlichen pianistischen Fähigkeiten beschrieben. Sie wurde sowohl in reinen Klavierwettbewerben wie auch in kammermusikalischen Wettbewerben unter anderem beim Arts Musicals y Concurs de Piano in Barcelona ausgezeichnet. Sie gewann den Klavierwettbewerb Río Órbigo in Veguellina de Órbigo.
Bereits im Alter von 22 Jahren wurde Anna Serret 2010 als Dozentin am Conservatori Municipal de Barcelona zugelassen.
Anna Serret gilt in Katalonien, Spanien und weltweit als Pionier beim Einsatz des Harmoniepedals, des vierten Klavierpedals. Sie entwickelt damit die Tradition der Katalanischen Pianistenschule weiter, die immer schon besonderen Wert auf den Pedaleinsatz beim Klaviervortrag gelegt hatte.